# Mistrzostwa Świata w Kolarstwie Torowym 1910
18. Mistrzostwa Świata w Kolarstwie Torowym 1910 odbyły się w stolicy Belgii – Brukseli.

## Medaliści

### Mężczyźni
| Konkurencja                              | Złoto          | Srebro             | Brąz            |
| ---------------------------------------- | -------------- | ------------------ | --------------- |
| Sprint indywidualny amatorów             | William Bailey | Karl Neumer        | Paul Texier     |
| Wyścig ze startu zatrzymanego amatorów   | Henri Hens     | Louis Delbor       | Sydney Bailey   |
| Sprint indywidualny zawodowców           | Émile Friol    | Thorvald Ellegaard | Walter Rütt     |
| Wyścig ze startu zatrzymanego zawodowców | Georges Parent | Léon Vanderstuyft  | Robert Walthour |

## Klasyfikacja medalowa
| Miejsce | Państwo              |   |   |   | Razem |
| ------- | -------------------- | - | - | - | ----- |
| 1.      | Francja              | 2 | 1 | 1 | 4     |
| 2.      | Belgia               | 1 | 1 | 0 | 2     |
| 3.      | Wielka Brytania      | 1 | 0 | 1 | 2     |
| 4.      | Cesarstwo Niemieckie | 0 | 1 | 1 | 2     |
| 5.      | Dania                | 0 | 1 | 0 | 1     |
| 6.      | Stany Zjednoczone    | 0 | 0 | 1 | 1     |